# Green Gully SC
Green Gully SC är en fotbollsklubb från Melbourne i Australien. Klubben spelar i Victorian Premier League som är den högsta serien i delstaten Victoria, Australien. Klubben spelade tidigare i den numera nerlagda nationella australiska proffsligan National Soccer League (NSL). De spelade totalt tre säsonger i NSL mellan 1984 och 1986.